# Radermachera ramiflora
Radermachera ramiflora là một loài thực vật có hoa trong họ Chùm ớt. Loài này được Steenis miêu tả khoa học đầu tiên năm 1934.